# Fermi tutti questo è uno spettacolo, Pinocchio
Fermi tutti questo è uno spettacolo, Pinocchio è uno spettacolo teatrale portato in scena da Massimo Ceccherini, Alessandro Paci e Carlo Monni, liberamente ispirato alla favola di Carlo Collodi Le avventure di Pinocchio. Storia di un burattino e interpretata in chiave moderna dai tre attori.

## Distribuzione
Lo spettacolo è stato registrato e distribuito dalla Cecchi Gori Home Video in VHS e DVD: quest'ultimo è diventato il DVD teatrale più venduto d'Italia.